# Helena Allandi
Helena Theresé Allandi (ur. 6 listopada 1986) – szwedzka zapaśniczka walcząca w stylu wolnym. Brązowa medalistka mistrzostw świata w 2006. Mistrzyni Europy w 2004. Trzecia na MŚ juniorów w 2005 i 2006. Wygrała ME kadetów w 2002 i 2003 roku. 
Mistrzyni kraju w latach 2002, 2005, 2007-2009 i 2011.